# ZYG11B
ZYG11B ‏ (Zyg-11 family member B, cell cycle regulator) هوَ بروتين يُشَفر بواسطة جين ZYG11B في الإنسان.